# Repenomamus
Il repenomamo (gen. Repenomamus) è un mammifero estinto appartenente al gruppo dei triconodonti, vissuto nel Cretaceo inferiore (circa 125 milioni di anni fa). I suoi resti sono stati ritrovati in Cina. È considerato dagli scienziati il più grande tra i mammiferi mesozoici.

## Un predatore di dinosauri?
Le dimensioni e l'aspetto di questo animale dovevano essere simili a quelle dell'attuale diavolo di Tasmania (Sarcophilus harrisii). Probabilmente non era un veloce corridore, in quanto l'omero e il femore si articolavano con le altre ossa in modo tale che gli arti fossero leggermente sporgenti rispetto al corpo; i piedi, inoltre, erano plantigradi. Il cranio era robusto e dotato di forti denti aguzzi; i molari avevano la tipica struttura dei triconodonti.
Vi sono prove che il repenomamo si nutrisse di piccoli dinosauri: un esemplare della specie Repenomamus robustus conserva all'interno della regione dello stomaco le ossa di un giovane Psittacosaurus. Questa è la prova più considerevole che i mammiferi mesozoici, almeno occasionalmente, si cibassero di dinosauri, anche se non è chiaro se il repenomamo predasse animali vivi o si nutrisse di carogne. La stampa divulgativa ha dato particolare risalto alla notizia, anche se vi sono stati in passato altri ritrovamenti che avevano avvalorato questa ipotesi (si veda Archaeornithoides), ed inoltre, è del tutto normale che un predatore attacchi un animale di dimensioni inferiori.

## Due specie

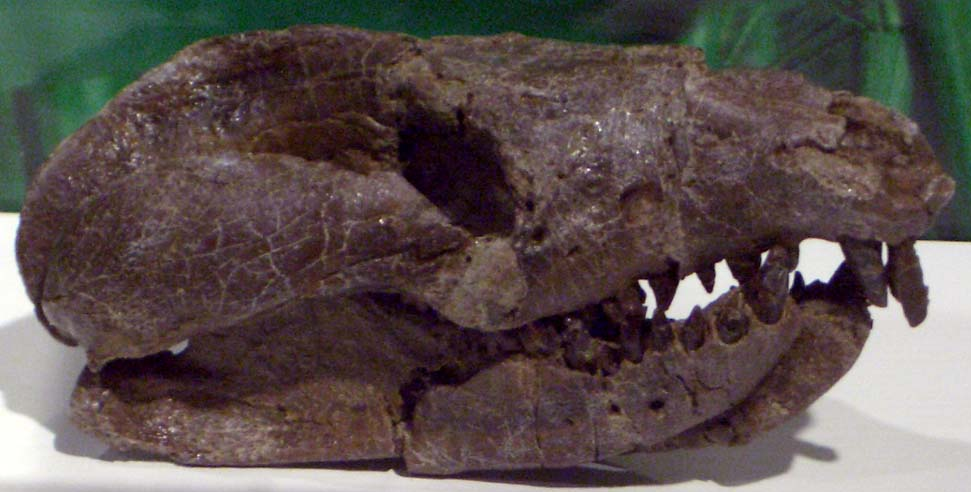
Cranio di Repenomamus giganticus.

La specie più grande di repenomamo, Repenomamus giganticus, è considerato il più grande mammifero del Cretaceo. Altri mammiferi del periodo erano forse più grandi, come il grande ornitorinco Kollikodon, ma sono conosciuti solo per frammenti e la loro taglia effettiva non può essere stabilita con certezza. Repenomamus giganticus era lungo più di un metro e probabilmente pesava circa 14 chilogrammi. Il cranio misurava 16 centimetri di lunghezza, con un corpo lungo più di mezzo metro e una coda di oltre trenta centimetri. L'altra specie, Repenomamus robustus, era lunga meno di mezzo metro. Questi ritrovamenti sono considerati importanti dai paleontologi, in quanto espandono la nicchia ecologica dei mammiferi durante i 150 milioni di anni di regno dei dinosauri.

## L'eccezione alla regola
In precedenza, gli unici mammiferi noti di quel periodo erano piccoli insettivori notturni, non molto diversi dagli attuali toporagni. Si pensava che le nicchie di animali lunghi più di un metro fossero state riempite completamente da dinosauri o da rettili come i coccodrilli, e che i mammiferi ne fossero stati esclusi fino a che l'estinzione di massa del Cretaceo – Terziario eliminò i dinosauri e permise la diversificazione dei mammiferi durante il Cenozoico. Repenomamus, evidentemente, era un'eccezione alla regola. R. giganticus è più grande di molte specie di dinosauri piumati noti dalla stessa formazione in Cina, come Microraptor, Sinornithosaurus, Caudipteryx e Mei.

## Fossili e classificazione

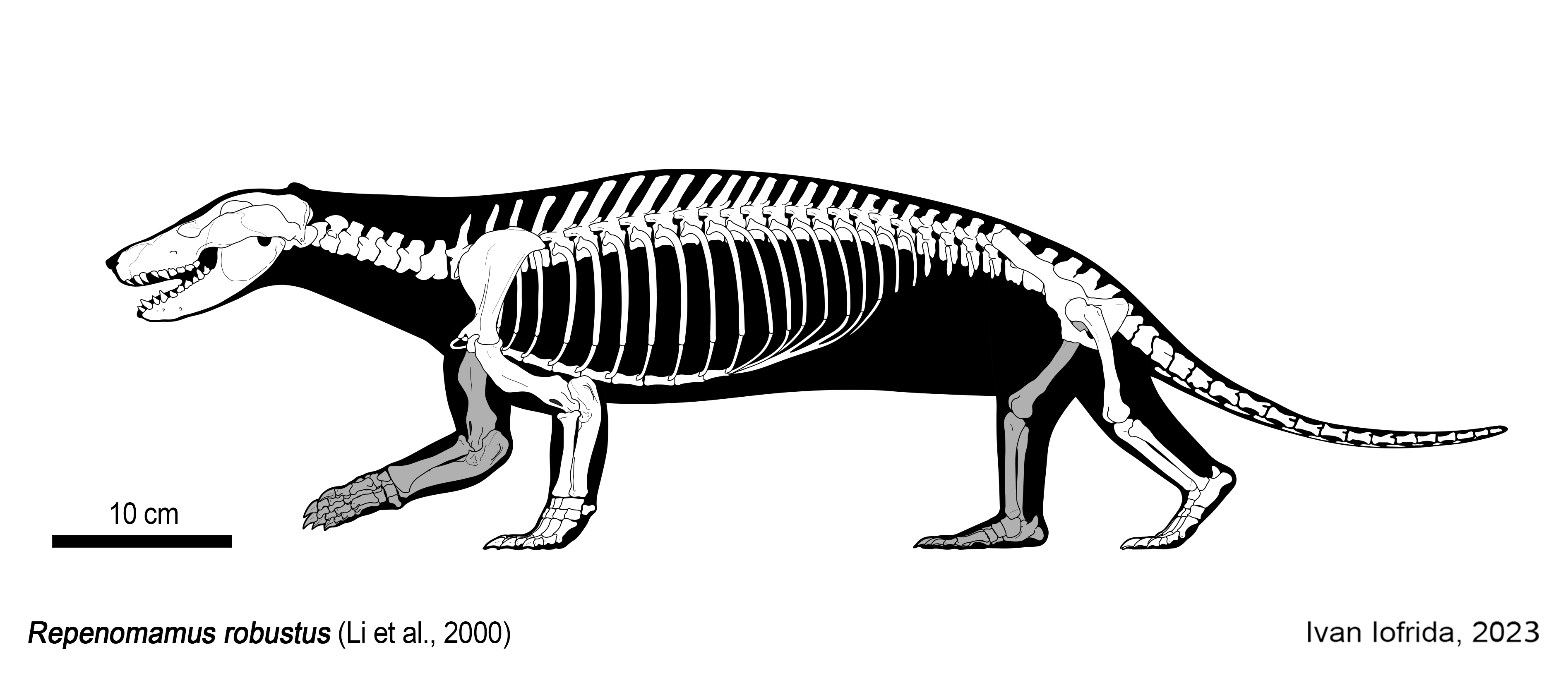
Ricostruzione scheletrica di Repenomamus robustus

I fossili del repenomamo sono stati scoperti nel giacimento a conservazione eccezionale della formazione Yixian, nel Liaoning (Cina), conosciuta per gli straordinari fossili di dinosauri piumati. La formazione è datata a circa 130 milioni di anni fa, durante il Cretaceo inferiore.
Il repenomamo è stato riconosciuto appartenere ai triconodonti, un gruppo di antichi mammiferi estintosi senza lasciare discendenti. La specie R. robustus è stata descritta nel 2000, mentre nel 2005 è stata la volta di R. giganticus. Il genere Repenomamus è stato considerato originariamente l'unico rappresentante della famiglia dei repenomamidi (Repenomamidae), ma di recente questo animale è stato incluso nella famiglia dei gobiconodontidi (Gobiconodontidae).